# Нижний Рокан
Нижний Рокан (индон. Rokan Hilir) — округ в индонезийской провинции Риау. Административный центр — город Багансиапиапи.

## Население
Согласно оценке 2010 года, на территории округа проживало 552 433 человек.

## Административное деление
Округ делится на следующие районы:
- Баган-Синембах
- Бангко
- Бангко-Пусако
- Бату-Хампар
- Кубу
- Пасир-Лимау-Капас
- Пуджуд
- Рантау-Копар
- Римба-Мелинтанг
- Симпанг-Канан
- Синабой
- Танах-Путих
- Танах-Путих-Танджунг-Мелаван
- Пекайтан
- Кубу-Бабуссалам